# Carsten Koch (Musiker)

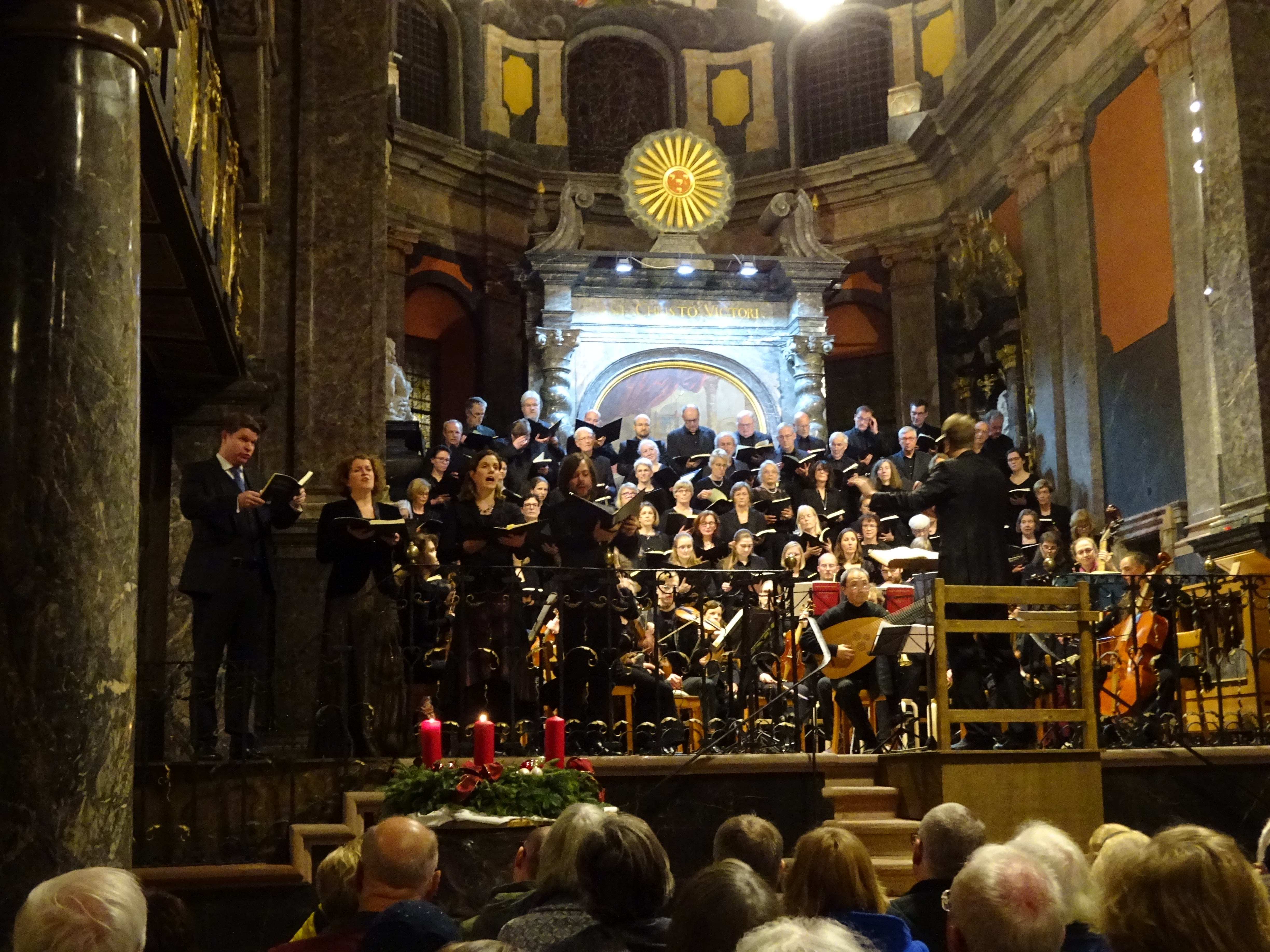
Koch dirigiert Bachs Weihnachtsoratorium in der Unionskirche am 9. Dezember 2018

Carsten Koch (* 1975 in Kaiserslautern) ist ein deutscher Organist und Chorleiter. Er ist Kantor an der Unionskirche in Idstein, Hessen, und leitet dort den Konzertchor Idsteiner Kantorei und die von ihm gegründete Nassauische Kammerphilharmonie. Er lehrt Orchesterdirigat an der Hochschule für Musik und Darstellende Kunst Frankfurt am Main.

## Leben
Carsten Koch studierte Musik und Germanistik für das Lehramt und schloss mit Schwerpunkten Orgelspiel und Chorleitung ab. Er setzte seine Ausbildung an der Musikhochschule Frankfurt fort, wo er Orchesterleitung studierte sowie Orgel bei Daniel Roth. Koch verfeinerte seine Technik der Orchesterleitung unter anderem in der Dirigentenwerkstatt Interaktion in Berlin mit Spielern der Berliner Philharmoniker. 2005 erreichte er die Schlussrunde des internationalen Dirigentenwettbewerbs in Bad Homburg. Zudem arbeitete er als Assistent von Wojciech Rajski bei der Polnischen Kammerphilharmonie Sopot.

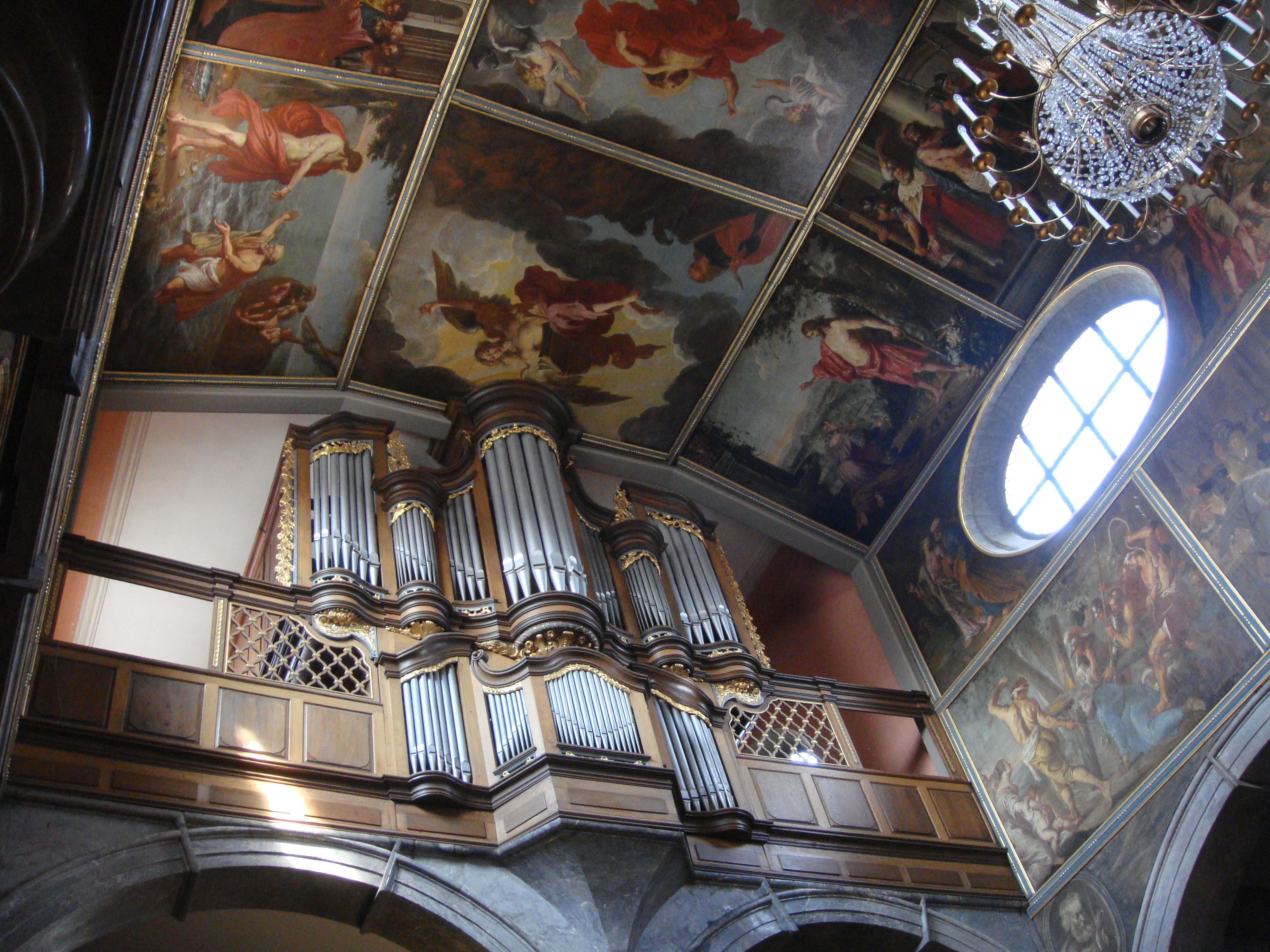
Walcker-Orgel von 1912 mit Stumm-Prospekt in der Idsteiner Unionskirche

Koch hat einen Lehrauftrag für Orchesterdirigat an der Hochschule für Musik und Darstellende Kunst Frankfurt am Main.
Seit 2003 ist Koch Kantor der evangelischen Unionskirche in Idstein und zugleich Dekanatskantor. Er übernahm den Konzertchor Idsteiner Kantorei von Edwin Müller und gründete im Antrittsjahr das Orchester Nassauische Kammerphilharmonie, das die Chorkonzerte begleitet und Orchesterkonzerte spielt. Die kunstgeschichtlich bedeutende Kirche verfügt über eine Walcker-Orgel von 1912 im Prospekt des Vorläuferinstruments, einer Stumm-Orgel von 1783.

## Wirken
Koch dirigierte Konzerte im Dekanat Rheingau-Taunus um Idstein. Er begann eine Reihe von Sinfoniekonzerten in der Unionskirche am Tag des offenen Denkmals 2009, in denen er unter anderem alle Beethoven-Sinfonien aufführte. Der Zyklus endete 2012 mit der Neunten Sinfonie, und feierte damit gleichzeitig 40 Jahre Idsteiner Kantorei und 100 Jahre Walcker-Orgel. Koch leitete Chorkonzerte, jährlich zwei bis drei in der Unionskirche, andere in der katholischen Kirche St. Martin und in kleineren Kirchen des Dekanats. In internationaler Zusammenarbeit mit dem Belgischen Chor De Wase Kantorij aus der Partnerstadt Zwijndrecht leitete er Haydns Die Schöpfung 2016, sowohl in Idstein als auch in Zwijndrecht. 2017 wurde die Unionskirche nach langwierigen Renovierungsarbeiten wieder geöffnet, und das erste Konzert enthielt Ola Gjeilos Sunrise Mass und Eric Whitacres Five Hebrew Love Songs.
Besonders in Erscheinung tritt Kochs künstlerische Arbeit im Wirkungsbereich der Ökumene. 2010 dirigierte er Verdis Messa da Requiem in St. Martin in einem ökumenischen Projekt von drei Chören. 2015 leitete er die vereinten Chöre im Gloria von Karl Jenkins, während sein katholischer Kollege Franz Fink das Te Deum übernahm. Im Advent 2018 erarbeiteten sie als gemeinsames Chorprojekt alle sechs Kantaten von Johann Sebastian Bachs Weihnachtsoratorium und führten sie in zwei Konzerten in der Unionskirche auf.